# Гастамбид, Франк
Франк Гастамбид (фр. Franck Gastambide; Мелён, Сена и Марна, Иль-де-Франс, Франция) — французский актёр, кинорежиссёр, сценарист и продюсер. Стал известным в 2009 году, создав первый веб-сериал Kaïra Shopping от канала Canal+, который затем был показан в телеэфире и адаптирован в кино в 2012 году.
Также в период между 2009 и 2011 годами Гастамбид снимал рекламные ролики для бренда Pepsi. Сыграл главную роль полицейского в фильме Такси 5.

## Биография
В 13 лет увлёкся собаками-молоссами и взялся за их обучение. Получил сертификат охранника, работал продавцом в сети Leroy Merlin, продолжая при этом дрессировать собак. В 20 лет становится признанным специалистом по собакам так называемых «опасных пород». В 22 года был привлечён к съёмкам фильма «Багровые реки», как дрессировщик ротвейлеров и питбультерьеров. В 2004 году участвовал в съёмках фильма «Великолепная четвёрка».
На съёмках картины «Багровые реки» Франк подружился с актёром и режиссёром Матьё Кассовицем. С его помощью Гастамбид познакомился с молодыми режиссёрами Кимом Шапироном и Роменом Гаврасом, с которыми он сделал свои первые шаги в актёрской карьере, приняв участие в нескольких короткометражных фильмах и хип-хоп-клипах (DJ Mehdi, Mafia K'1 Fry).
Параллельно с этим Гастамбид участвует в съёмках нескольких десятков кинофильмов, телефильмов и телевизионных шоу в качестве дрессировщика собак. Также Франк как оператор помогал журналисту Мулуду Ачуру делать репортажи для телеканал MTV.
В 2009 году снял мини-сериал «Kaïra Shopping», своего рода сумасшедшей версии телемагазина. Сериал был снят без каких-либо средств и в клиповой манере. Благодаря успеху в Интернете, актёры сериала Франк Гастамбид, Меди Садун и Жиб Поктье, были приглашены Рамзи Бедиа сделать камео в его фильме «Ветчина осталась?». Серия была выпущена в телеэфир на канале Canal+, а затем продлена ещё на три сезона.
После этого, Франк Гастамбид подписал контракт с компанией Mandarin Cinéma на съёмки своего первого фильма, в котором должны были быть задействованы персонажи «Kaïra Shopping». Согласие на съёмки в дебютной картине Гастамбида дали такие звёзды как Рамзи Бедиа, Франсуа Дамьен, Эрик Кантона, Эли Семун, Алекс Луц и Алис Белаиди, рэперы Mafia K’1 Fry, Katsuni и Cut Killer. Это первый случай, когда по веб-сериалу был снят полнометражный кинофильм.
Дистрибьюторами фильма, названного «Переполох на районе», стала компания Gaumont, премьера состоялась на Каннском кинофестивале. В прокат картина вышла 11 июля 2012 года и быстро завоевав признание публики и критиков. Фильм посмотрело более миллиона зрителей, что позволило ему стать самым рентабельным французским фильмом в 2012 году.
За картину Les Kaïra Гастамбид получил Приз за первый лучший фильм журнала Le Film français вместе с Рамзи Бедиа, Алисом Белаиди и продюсерами Эриком и Николя Альтмайерами.
22 февраля 2013 года Гастамбид вместе с Садуном и Поктье приняли церемонии награждения французской кинопремией «Сезар», вручая призы за лучший звук и лучшую фотографию.
После успеха своего фильма Les Kaïra Гастамбид снялся в ряде популярных комедий, таких как «Да здравствует Франция!», «В первый раз» и «Удачи, Сэм».
Второй режиссёрской работой Гастамбида стала картина «Мальчишник в Паттайе», повествующая о злоключениях трёх гопников на отдыхе в Таиланде. Его второй фильм имел гораздо большой бюджет, чем первый и в его съёмках приняли участие ряд известных французских комедийных актёров, таких как Гад Эльмалех, Рамзи Бедиа, Сабрина Уазани и Малик Бенталха.
В 2018 году Гастамбид снял пятую часть кинофраншизы «Такси» и сыграл в этом фильме одну из главных ролей.

## Телевидение
- 2009—2011 — Kaïra Shopping (сериал, интерпретации и реализации)
- 2013 — Высадка (шоу пародий)

## Фильмография

### Актёр
- 2010 — «Ветчина осталась?[фр.]» — один из трёх швейцарцев
- 2011 — «Насильно[фр.]» — Бейсболка Nike
- 2011 — «Масло в огонь[фр.]» — болельщик 1
- 2012 — «Переполох на районе» — Мустен
- 2013 — «Да здравствует Франция![фр.]» — Кевин, торговец оружием
- 2014 — «Газели[фр.]» — Эрик
- 2015 — «В первый раз[фр.]» — Шарль
- 2015 — «Сделано во Франции[фр.]» — Дюбрей
- 2015 — «Бешеные[фр.]» — Ману
- 2016 — «Мальчишник в Паттайе» — Франки
- 2016 — «Удачи, Сэм[фр.]» — Стефан
- 2016 — «Сова[фр.]» — доброволец
- 2016 — «Сигареты и горячий шоколад[фр.]» — Пьеро
- 2018 — «Штрафная площадка[фр.]» — Франк
- 2018 — «Такси 5» — Сильвано Маро, парижский полицейский
- 2018 — «Шутки в сторону 2: Миссия в Майами» — Ролан
- 2018 — «Не найти покоя» — лейтенант Тома Блен
- 2023 — «Астерикс и Обеликс: Поднебесная» — Рыжая Борода
- 2024 — «Плата за страх» — Фред

### Режиссёр и сценарист
- 2012 — «Переполох на районе»
- 2016 — «Мальчишник в Паттайе»
- 2018 — «Такси 5»

## Награды и номинации

### Награды
- 2013 год — приз журнала «Французский фильм» за лучшую работу за фильм «Переполох на районе».

### Номинации
- 2009 — Номинация на Фестивале телевизионной фантастики в Ла-Рошеле[фр.] за лучшую фантастику за мини-сериал Kaïra Shopping
- 2009 — Номинация Экс-ле-Бен за мини-сериал Kaïra Shopping
- 2009 — Номинация на Фестиваль юмора и медиа[фр.] в Монтре за мини-сериал Kaïra Shopping
- 2010 — Номинация на Фестиваль из Люшон за лучшая телевизионную фантастику за мини-сериал Kaïra Shopping